# Monasterio del Corpus Domini
El monasterio del Corpus Domini es un edificio religioso que se encuentra en la calle Pergolato n.º 4 de la ciudad de Ferrara, Italia.
Se cree que el monasterio fue fundado en 1406 y albergaba a las hermanas de la Orden de las Clarisas, a la que accedió muy joven la santa Catalina de Bolonia. La iglesia está decorada en estilo rococó en su interior. Sobre el altar mayor se encuentra el retablo con la Comunión de los Apóstoles de Giambettino Cignaroli (1768), mientras que el techo de la nave presenta el fresco llamado Gloria de santa Caterina Vegri de Giuseppe Ghedini (1707-1773).

## Sepulturas
Conserva la memoria de la santa Catalina Vegri. Además, en el complejo religioso también se encuentran las tumbas de algunos de los miembros de la Casa de Este, dinastía que gobernó la ciudad de Ferrara bajo la denominación de Ducado de Ferrara.
- Leonelo de Este
- Eleonora d'Aragona
- Nicolás III de Este
- Ricciarda di Saluzzo
- Hércules I de Este
- Segismundo de Este
- Alfonso I de Este
- Giulio de Este
- Ferrante de Este
- Hércules II de Este
- Eleonora de Este, hija de Alfonso I de Este
- Eleonora de Este, hija de Hércules II de Este
- Lucrecia Borgia
- Lucrecia de Este
- Lucrecia de Médici
- Alfonso II de Este

Otras personalidades que recibieron sepultura son Camilla Faà di Bruno y Cesare d'Aragona.